# إطلاق النار في زغرب 2019
إطلاق النار في زغرب هي حادثة قتل مع انتحار وقعت في زغرب عاصمة كرواتيا في 2 أغسطس 2019م. وفيها قام رجل بقتل ستة أشخاص ثم قتل نفسه.
اقتحم رجل منزلاً وقتل زوجته السابقة وزوجها وامرأتين أخريين ورجل آخر وصبي في العاشرة من عمره. أما الناجي الوحيد فهو طفل القاتل البالغ من العمر سبعة أشهر، حيث لم يصب بأذى. بعد ذلك هرب مطلق النار ثم قتل نفسه بعد ساعات في بريزوفيتشا زغرب، قبل أن تتمكن الشرطة من إلقاء القبض عليه. تم التعرف على المسلح لاحقا على أنه شخص يدعى إيغور ناغ.